# یکه‌باغ
 یکه باغ ، روستایی است از توابع بخش لطف‌آباد و در شهرستان درگز استان خراسان رضوی ایران.

## جمعیت
این روستا در دهستان زنگلانلو قرار داشته و بر اساس سرشماری سال ۱۳۹۰ جمعیت آن (۲۲۰خانوار) ۹۵۳نفر
بوده است.

## منبع
1. «: کمیته تخصصی نام نگاری و یکسان‌سازی نام‌های جغرافیایی ایران :». بایگانی‌شده از اصلی در ۲۹ اوت ۲۰۱۱. دریافت‌شده در ۱۹ ژوئیه ۲۰۱۱.
2. ↑  «درگاه ملی آمار». بایگانی‌شده از اصلی در ۸ اکتبر ۲۰۰۷. دریافت‌شده در ۵ ژوئیه ۲۰۰۸.